# Opsiphanes agasthenes
Opsiphanes agasthenes är en fjärilsart som beskrevs av Hans Fruhstorfer 1907. Opsiphanes agasthenes ingår i släktet Opsiphanes och familjen praktfjärilar. Inga underarter finns listade i Catalogue of Life.